# De oneven orde
De oneven orde is een Nederlandse stripreeks die begonnen is in februari 2004 met Christina Cuadra en Rudi Miel als schrijvers en Paul Teng als tekenaar.

## Verhaal
De verhalen in deze reeks spelen zich deels af in het heden en deels in het verleden en bestaat uit verschillende verhaallijnen. De hoofdpersoon van dit verhaal om wie alles draait, is Patrick Prada, een succesvolle schrijver van historische romans. Hij is bezig met een script voor een nieuw boek dat over Mechtilde van Arras gaat, een middeleeuwse vrouw wier leven eindigt op de brandstapel als slachtoffer van de inquisitie in 1297.
Over de eeuwen heen duikt het verdoemde boek Visio Veritas op dat door Mechtilde is geschreven. Iedereen die dit boek durft te openen, sterft. In verschillende tijdperken is het boek herdrukt door een geheimzinnige vrouw. Deze vrouw Leonora is de andere hoofdpersoon, zij lijkt onsterfelijk en koestert een groot wraakgevoel voor belangrijke, mannelijke leiders.
De delen beslaan verschillende episodes uit het verleden, Antwerpen (1585), Sevilla (1600), Roma (1644) en Paris (1791). Alle keren speelt een herdruk van Visio Veritatis een rol van betekenis. In de huidige tijd komen deze vier herdrukken in handen van Patrick die uiteindelijk ontdekt dat ook hij betrokken is bij het drama rond Mechtilde.
In de verhalen speelt verder de controverse tussen India en Pakistan over Kasjmir een grote rol. Er is een verzetsgroep actief die met een kernwapen een conflict probeert uit te lokken. Shafir Reza is de belangrijkste persoon van deze beweging en hij weet in het westen op slinkse wijze aan benodigde middelen te komen. Maar dat doet hij niet op eigen kracht. Een geheimzinnige macht helpt hem zijn doelen te verwezenlijken.

## Albums
Alle albums zijn uitgegeven door Le Lombard Collectie: Polyptiek.